# Mats Trygg
Mats Trygg (ur. 1 czerwca 1976 w Oslo) – norweski hokeista, reprezentant Norwegii, olimpijczyk.
Jego brat bliźniak Marius i drugi brat Mathias (ur. 1986) także są hokeistami. Obaj występują w norweskim klubie Lørenskog IK w rozgrywkach GET-ligaen.

## Kariera
- Spektrum Flyers (1994-1996)
- Manglerud Star (1996-1999)
- Färjestad (1999-2005)
- Iserlohn Roosters (2005-2006)
- Kölner Haie (2006-2010)
- Hamburg Freezers (2010-2011)
- HV71 (2011-2013)
- Lørenskog IK (2013-2018)
- Vålerenga (2018-2020)
- Manglerud Star (2020-)

Wychowanek klubu Manglerud Star. Od kwietnia 2011 roku zawodnik HV71. Od kwietnia 2013 w klubie Lørenskog IK. W czerwcu 2018 został zawodnikiem Vålerengi. Od maja 2020 ponownie gracz Manglerud Star.
Uczestniczył w turniejach mistrzostw świata w 1998 (Grupa B), 1999, 2000, 2001 (Grupa A), 2002, 2003, 2004, 2005 (Dywizja 1), 2006, 2007, 2008, 2009, 2012, 2013, 2014, 2015, 2016 oraz zimowych igrzysk olimpijskich 2010, 2014.

## Sukcesy
Reprezentacyjne
- Awans do Grupy A / Elity Mistrzostw świata: 1998, 2005

Klubowe
- Złoty medal mistrzostw Szwecji: 2002 z Färjestad
- Srebrny medal mistrzostw Szwecji: 2001, 2003, 2004, 2005 z Färjestad
- Srebrny medal mistrzostwo Niemiec: 2008 z Kölner Haie

Indywidualne
- Mecz Gwiazd DEL: 2008
- Mistrzostwa Świata w Hokeju na Lodzie 2008/Elita:
  - Jeden z trzech najlepszych zawodników reprezentacji
- Mistrzostwa Świata w Hokeju na Lodzie 2012/Elita:
  - Pierwsze miejsce w klasyfikacji strzelców wśród obrońców turnieju: 5 goli
  - Trzecie miejsce w generalnej klasyfikacji strzelców turnieju: 5 goli (ex aequo)
- Mistrzostwa Świata w Hokeju na Lodzie 2013/Elita:
  - Jeden trzech najlepszych zawodników reprezentacji[7]

Wyróżnienia
- Gullpucken - hokeista Roku w Norwegii: 2002, 2008[8]